# Austrochorema alpinum
Austrochorema alpinum là một loài Trichoptera trong họ Hydrobiosidae. Chúng phân bố ở miền Australasia.